# Tempio valdese di piazza Cavour
Il tempio valdese di piazza Cavour è un luogo di culto cristiano situato a Roma, nel rione Prati, in piazza Cavour. Esso fu costruito fra il 1911 e il 1913 e, all'interno del suo complesso, si trova anche la sede della Facoltà valdese di teologia.

## Storia
Un primo tempio per il culto valdese era stato costruito a Roma nel 1883 in via IV Novembre, nel rione Trevi non lontano da piazza Venezia.
Nel 1910, la statunitense Emma Baker, vedova dell'imprenditore John Stewart Kennedy, acquistò per conto della Chiesa evangelica valdese un terreno nel nascente rione Prati sul quale, per volontà del Comitato per l'Evangelizzazione della Chiesa Valdese presieduto da Arturo Muston, sarebbe dovuto sorgere un complesso comprendente un nuovo tempio e vari locali accessori. Lo stesso anno, venne indetto dal Comitato un concorso per gli stabili da costruire al quale vennero invitati l'architetto Arturo Pazzi, l'ingegnere Emanuele Rutelli insieme all'architetto Paolo Bonci, e lo studio torinese Charbonnet e Cougn; i tre progetti furono giudicati insoddisfacenti e bocciati ex aequo, tuttavia nel gennaio 1911 l'incarico venne affidato a Rutelli e Bonci e la costruzione del complesso cominciò nel giugno 1911 per terminare nel 1913; mentre la decorazione interna del tempio venne realizzata da Paolo Paschetto, le strutture portanti in calcestruzzo armato furono opera della società diretta da Giovanni Antonio Porcheddu.
Il tempio venne inaugurato con un culto solenne il giorno 8 febbraio dell'anno 1914. L'edificio è rimasto immutato nel corso degli anni ad eccezione della sistemazione interna delle panche, modificata dal pastore Franco Sommani che inoltre smise di usare il pulpito, sostituito da un leggio posto a pavimento. L'8 febbraio 2014, al termine dei lavori di restauro della facciata, si sono aperti i festeggiamenti per i cento anni del tempio con un culto solenne con la predicazione di Eugenio Bernardini, moderatore della Tavola Valdese.

## Descrizione

### Architettura

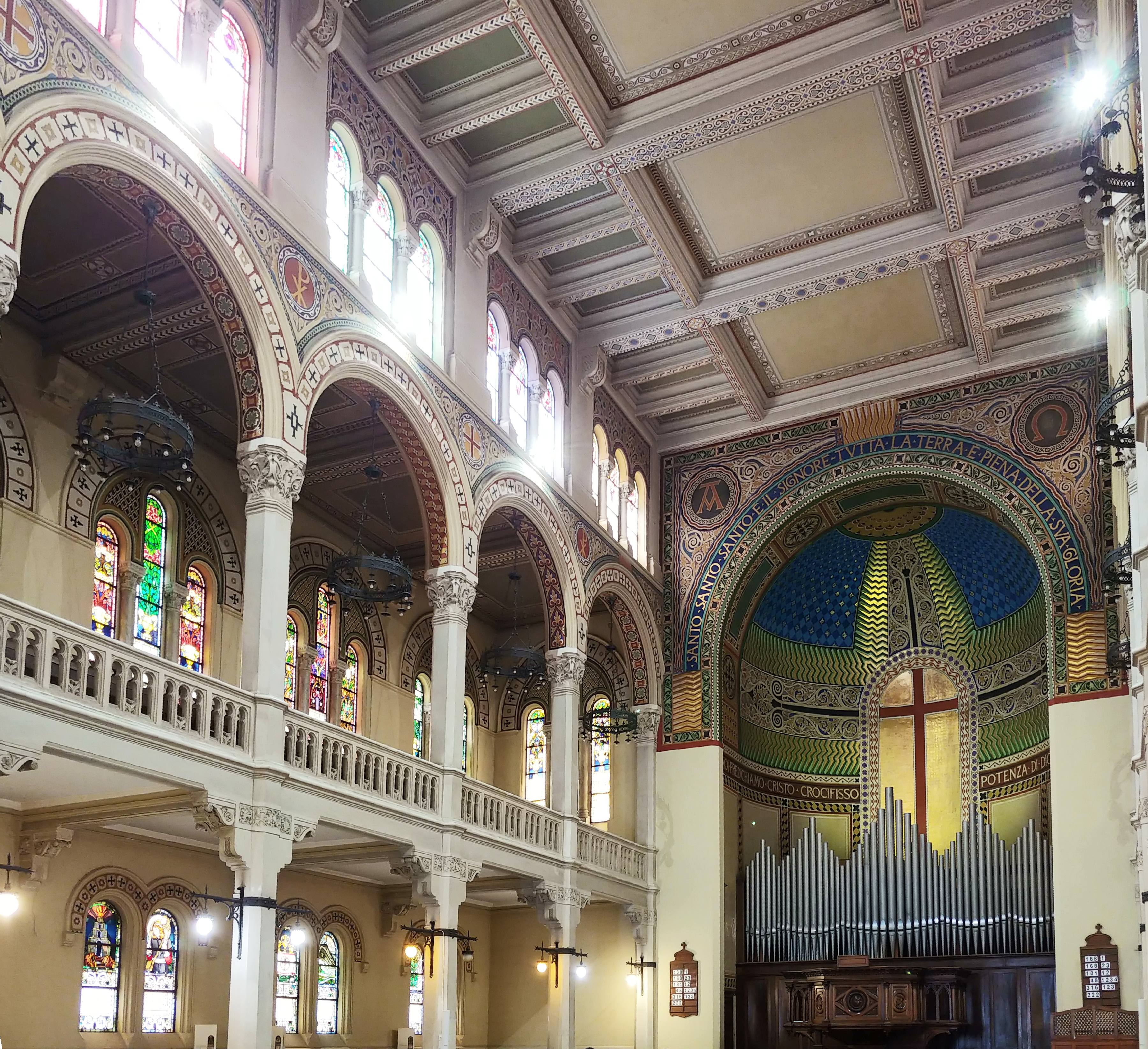
Interno

Il tempio valdese di piazza Cavour è opera dell'ingegnere Emanuele Rutelli e dell'architetto Paolo Bonci ed è in uno eclettica frutto della fusione di elementi decorativi tratti dall'architettura neoromanica e dal Liberty.
Il frontespizio dell'edificio è caratterizzato dalla facciata, posta tra due corpi cilindrici che hanno il compito di raccordare quest'ultima ai palazzi attigui riprendendone gli elementi decorativi. Al centro del prospetto si apre il portale, leggermente strombato e sormontato da una lunetta decorata con un mosaico policromo realizzato da Evandro Monticelli su disegno di Paolo Paschetto: esso raffigura al centro un candelabro sormontato da una candela accesa e poggiante sulla Bibbia, con intorno il motto in lingua latina Lux lucet in tenebris, simbolo del Valdismo. Più in alto, vi è una loggia formata da una polifora che si compone di sette monofore a tutto sesto poggianti su colonnine e che dà luce all'interno dell'edificio; essa è sormontata da un rosone circolare che invece dà su un ambiente soprastante la chiesa. Completano la facciata due campanili privi di campane, la cui sommità si articola in un piano inferiore con una trifora su ciascuno dei lati ed uno superiore costituito da una cupoletta poggiante su un tamburo cilindrico.
L'interno del tempio è preceduto da un endonartece ed è a pianta basilicale. L'aula è divisa in tre navate con tribune sopra le due laterali da pilastri ottagonali con sistema hennebique. In fondo alla navata centrale si apre l'abside semicircolare quasi interamente occupata dall'organo a canne, davanti al quale si trovano il pulpito, ora in disuso, e il tavolo per la Santa Cena, entrambi realizzati in legno da Tito e Giuseppe Corsini su progetto di Paolo Paschetto; la balaustra del pulpito è decorata da diversi bassorilievi: al centro il monogramma di Cristo e ai lati, da sinistra a destra, le effigi di Arnaldo da Brescia, Martin Lutero, Giovanni Calvino e Girolamo Savonarola. Il fonte battesimale, posto sulla sinistra, è in marmi policromi ed è opera di Francesco Augelli.

### Apparato decorativo interno

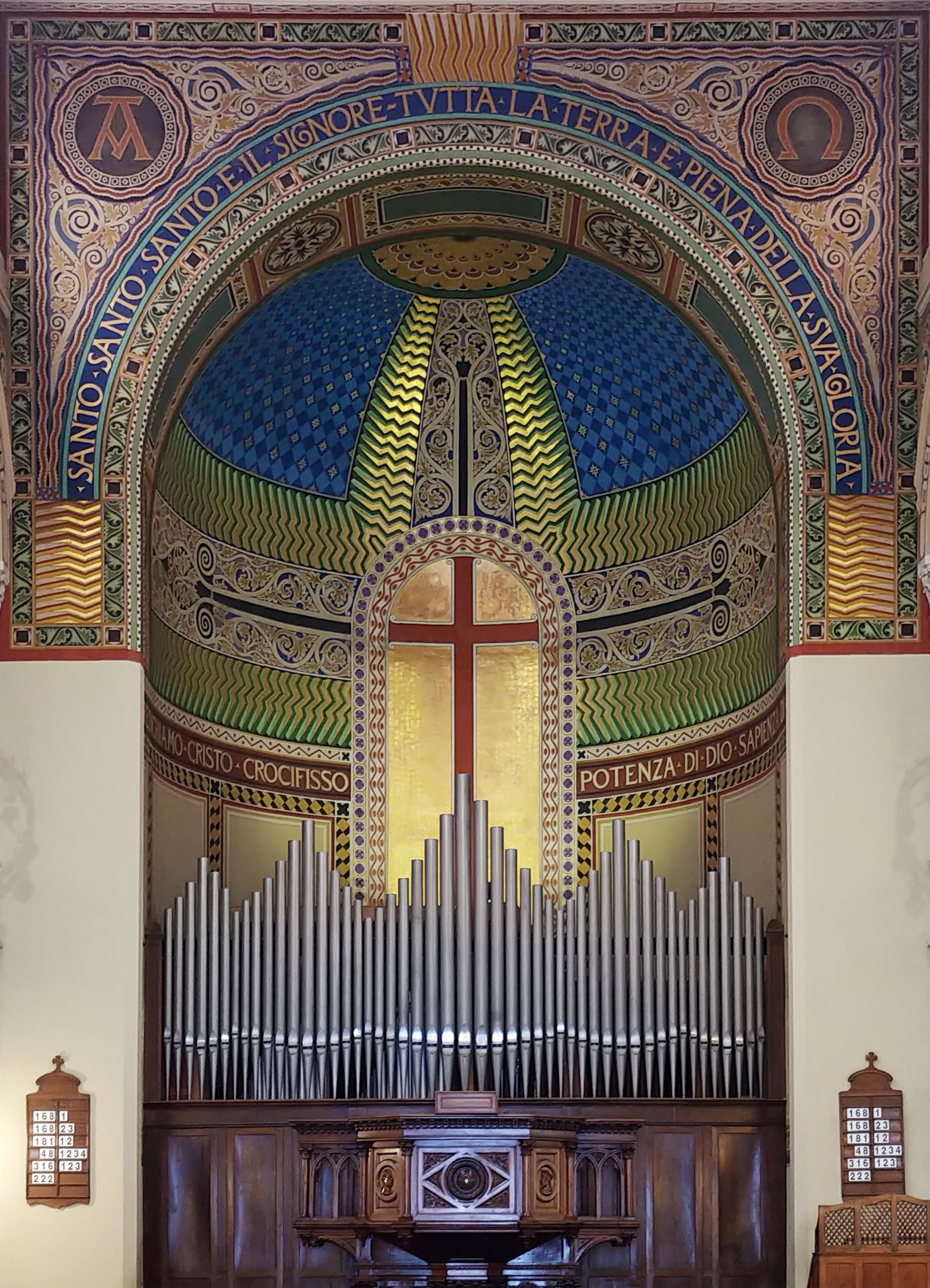
L'abside con il pulpito e l'organo a canne

L'intero apparato decorativo interno è opera di Paolo Paschetto che, tra il 1912 e il 1913, realizzò sia le pitture parietali con la tecnica della pittura a tempera e del mosaico, sia i disegni per le vetrate policrome, per gli arredi lignei e per i lampadari in ferro battuto.
La parete curva dell'abside e il soprastante catino sono ricoperti da un unico mosaico, caratterizzato da vividi colori e stilemi paleocristiani rivisitati in chiave modernista, il quale presenta al centro una grande croce latina di colore rosso su fondo oro, mentre il soffitto è ornato con un cielo stellato. L'arco trionfale e la parte superiore delle pareti laterali della navata centrale, invece, sono dipinte con girali vegetali che inquadrano, entro tondi, simboli cristiani tra i quali spiccano, al di sopra dell'abside, le lettere A e Ω; una decorazione geometrica con motivi ricorrenti ingentilisce i sottarchi e le travi dei soffitti.
Le vetrate furono realizzate nel 1913 da Cesare Picchiarini che, come due anni prima per la chiesa evangelica battista di via del Teatro Valle, utilizzò vetri direttamente colorati anziché ricorrere alla pittura. Esse si articolano su tre livelli. Quello inferiore corrisponde alle navate laterali ed è formato da bifore; le vetrate raffigurano ciascuna una citazione biblica circondata da una ricca cornice geometrica opalescente ispirata ai commessi marmorei barocchi (in basso) e simboli tratti dalla Scrittura e dalle decorazioni delle catacombe, incentrati sul tema della storia della salvezza (in alto). L'ordine intermedio illumina il matroneo ed è costituito da trifore con il fornice centrale più alto rispetto ai laterali; le vetrate, ciascuna con una propria cromia, presentano in basso una sezione ad imitazione di blocchi marmorei, e in alto tralci di rosa e di vite, con simboli biblici. Il livello superiore, invece, corrisponde al cleristorio della navata ed è formato da trifore con fornici di egual altezza; le vetrate, prive di simbolismo scritturistico, sono ispirate al puro decorativismo reso attraverso elementi vegetali e colori sgargianti, ripreso anche nella polifora in controfacciata.

### Organo a canne
Nell'abside, si trova l'organo a canne Carlo Vegezzi-Bossi opus 1349, costruito nel 1913 ed installato nel gennaio 1914.
Lo strumento è a trasmissione pneumatico-tubolare e conta 2308 canne per un totale di 32 registri. Il prospetto è costituito da un alto basamento ligneo con specchiature quadrangolari, al di sopra del quale trovano luogo le canne di facciata, dell'ordine degli 8', appartenenti ai registri di principale del primo manuale e disposte in cinque cuspidi, con bocche a mitria.
La consolle, posta alla destra del pulpito e rivolta verso la navata, dispone di tre tastiere di 58 note ciascuna e pedaliera dritta di 27 note; i registri e gli annullatori sono azionati da placchette a bilico poste sopra il terzo manuale e di differente colore in base al corpo fonico al quale si riferiscono, mentre le unioni sono collegate ai pedaletti posti al di sopra della pedaliera.